# 별모양화 도표
별모양화 도표(Stellation diagram)란 다면체의 면을 무한히 확장했을 때 다른 면과 교차하는 선을 표시한 것이다. 이 도표의 구역 중 밖으로 드러난 부분만 칠하는 방식으로 별모양화 방식을 표시한다. 별모양화 입체가 원래 입체와 같은 회전대칭을 갖는다면, 같은 종류의 면에 대해 한개의 도표만 그리면 된다.

## 같이 보기
- 웨닝거 다면체 모델의 목록